# Vaulx-Milieu
Vaulx-Milieu és un municipi francès situat al departament de la Isèra i a la regió d'Alvèrnia-Roine-Alps. L'any 2007 tenia 2.125 habitants.

## Demografia

### Població
El 2007 la població de fet de Vaulx-Milieu era de 2.125 persones. Hi havia 825 famílies de les quals 171 eren unipersonals (43 homes vivint sols i 128 dones vivint soles), 278 parelles sense fills, 333 parelles amb fills i 43 famílies monoparentals amb fills.
La població ha evolucionat segons el següent gràfic:
Habitants censats

### Habitatges
El 2007 hi havia 873 habitatges, 833 eren l'habitatge principal de la família, 19 eren segones residències i 21 estaven desocupats. 674 eren cases i 192 eren apartaments. Dels 833 habitatges principals, 606 estaven ocupats pels seus propietaris, 215 estaven llogats i ocupats pels llogaters i 12 estaven cedits a títol gratuït; 1 tenia una cambra, 40 en tenien dues, 100 en tenien tres, 279 en tenien quatre i 413 en tenien cinc o més. 671 habitatges disposaven pel capbaix d'una plaça de pàrquing. A 334 habitatges hi havia un automòbil i a 451 n'hi havia dos o més.

### Piràmide de població
La piràmide de població per edats i sexe el 2009 era:
| Homes | Edats   | Dones |
| ----- | ------- | ----- |
| 0     | 95 o +  | 0     |
| 0     | 90 a 94 | 4     |
| 0     | 85 a 89 | 8     |
| 12    | 80 a 84 | 8     |
| 20    | 75 a 79 | 28    |
| 16    | 70 a 74 | 16    |
| 20    | 65 a 69 | 32    |
| 32    | 60 a 64 | 16    |
| 56    | 55 a 59 | 68    |
| 108   | 50 a 54 | 100   |
| 100   | 45 a 49 | 108   |
| 72    | 40 a 44 | 112   |
| 108   | 35 a 39 | 84    |
| 52    | 30 a 34 | 84    |
| 60    | 25 a 29 | 64    |
| 84    | 20 a 24 | 60    |
| 112   | 15 a 19 | 80    |
| 112   | 10 a 14 | 80    |
| 128   | 5 a 9   | 72    |
| 72    | 0 a 4   | 52    |

## Economia
El 2007 la població en edat de treballar era de 1.501 persones, 1.145 eren actives i 356 eren inactives. De les 1.145 persones actives 1.057 estaven ocupades (553 homes i 504 dones) i 88 estaven aturades (31 homes i 57 dones). De les 356 persones inactives 113 estaven jubilades, 125 estaven estudiant i 118 estaven classificades com a «altres inactius».

### Ingressos
El 2009 a Vaulx-Milieu hi havia 910 unitats fiscals que integraven 2.365 persones, la mediana anual d'ingressos fiscals per persona era de 20.886 €.

### Activitats econòmiques
Dels 96 establiments que hi havia el 2007, 2 eren d'empreses alimentàries, 2 d'empreses de fabricació de material elèctric, 6 d'empreses de fabricació d'altres productes industrials, 13 d'empreses de construcció, 21 d'empreses de comerç i reparació d'automòbils, 6 d'empreses de transport, 2 d'empreses d'hostatgeria i restauració, 4 d'empreses d'informació i comunicació, 6 d'empreses financeres, 1 d'una empresa immobiliària, 14 d'empreses de serveis, 12 d'entitats de l'administració pública i 7 d'empreses classificades com a «altres activitats de serveis».
Dels 20 establiments de servei als particulars que hi havia el 2009, 1 era una oficina de correu, 1 una oficina bancària, 1 funerària, 3 tallers de reparació d'automòbils i de material agrícola, 1 paleta, 2 guixaires pintors, 2 fusteries, 3 lampisteries, 3 electricistes, 2 perruqueries i 1 restaurant.
Dels 5 establiments comercials que hi havia el 2009, 1 era una botiga de menys de 120 m², 1 una fleca, 2 carnisseries i 1 una botiga de roba.
L'any 2000 a Vaulx-Milieu hi havia 10 explotacions agrícoles que ocupaven un total de 328 hectàrees.

## Equipaments sanitaris i escolars
L'únic equipament sanitari que hi havia el 2009 era una farmàcia.
El 2009 hi havia 1 escola maternal i 2 escoles elementals.

## Poblacions més properes
El següent diagrama mostra les poblacions més properes.